# Liste des cantons de la Sarthe

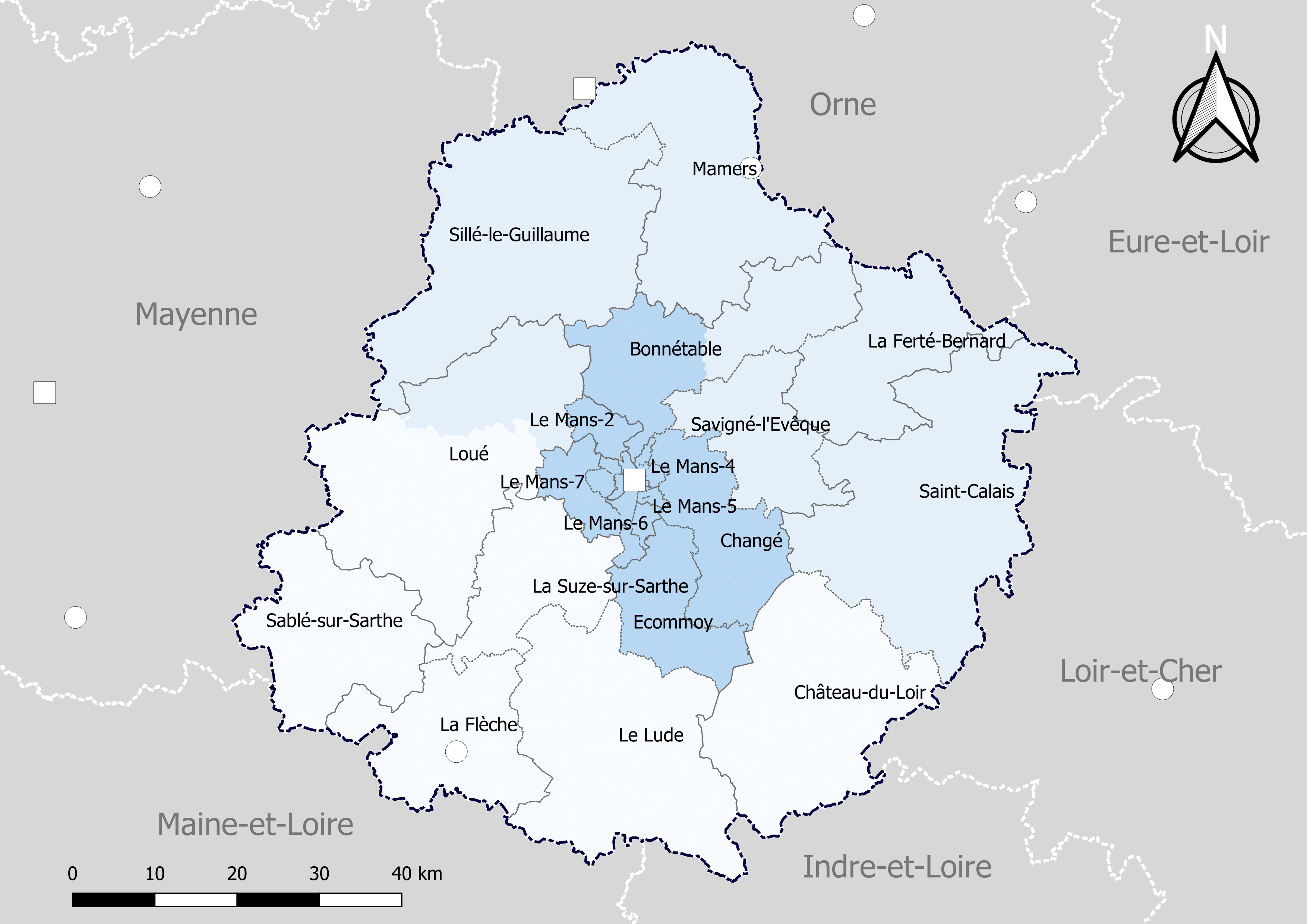
Découpage cantonal du département de la Sarthe, avec en surimpression les arrondissements (en nuances de bleu) - Carte arrêtée au 1er janvier 2019.

Le département de la Sarthe compte 21 cantons depuis le redécoupage cantonal de 2014 (40 cantons auparavant).

## Histoire

### Découpage cantonal de 1982 à 2015
Liste des 40 cantons du département de la Sarthe, par arrondissement :
- arrondissement de la Flèche (12 cantons - sous-préfecture : La Flèche) :
canton de Brûlon - canton de La Chartre-sur-le-Loir - canton de Château-du-Loir - canton de la Flèche - canton du Grand-Lucé - canton du Lude - canton de Loué - canton de Malicorne-sur-Sarthe - canton de Mayet - canton de Pontvallain - canton de Sablé-sur-Sarthe - canton de la Suze-sur-Sarthe

- arrondissement de Mamers (16 cantons - sous-préfecture : Mamers) :
canton de Beaumont-sur-Sarthe - canton de Bonnétable - canton de Bouloire - canton de Conlie - canton de la Ferté-Bernard - canton de Fresnay-sur-Sarthe - canton de la Fresnaye-sur-Chédouet - canton de Mamers - canton de Marolles-les-Braults - canton de Montfort-le-Gesnois - canton de Montmirail (Sarthe) - canton de Saint-Calais - canton de Saint-Paterne - canton de Sillé-le-Guillaume - canton de Tuffé - canton de Vibraye

- arrondissement du Mans (12 cantons - préfecture : Le Mans) :
canton d'Allonnes (Sarthe) - canton de Ballon - canton d'Écommoy - canton du Mans-Centre - canton du Mans-Est-Campagne - canton du Mans-Nord-Campagne - canton du Mans-Nord-Ouest - canton du Mans-Nord-Ville - canton du Mans-Ouest - canton du Mans-Sud-Est - canton du Mans-Sud-Ouest - canton du Mans-Ville-Est

Il y a une homonymie exacte pour le canton d'Allonnes (avec celui existant en Maine-et-Loire), comme il en existe une pour la commune chef-lieu.
Il y a une homonymie exacte pour le canton de Montmirail (avec celui existant dans la Marne), comme il en existe une pour la commune chef-lieu.
Il n'y a aucune homonymie pour le canton de Ballon, mais il en existe une pour la commune chef-lieu.

### Redécoupage cantonal de 2014
Dans la poursuite de la réforme territoriale engagée en 2010, l'Assemblée nationale adopte définitivement le 17 avril 2013 la réforme du mode de scrutin pour les élections départementales destinée à garantir la parité hommes/femmes. Les lois (loi organique 2013-402 et loi 2013-403) sont promulguées le 17 mai 2013. Un nouveau découpage territorial est défini par décret du 24 février 2014 pour le département de la Sarthe. Celui-ci entre en vigueur lors du premier renouvellement général des assemblées départementales suivant la publication du décret, prévu en mars 2015. Les conseillers départementaux sont élus au scrutin majoritaire binominal mixte. Les électeurs de chaque canton éliront au Conseil départemental, nouvelle appellation des Conseils généraux, deux membres de sexe différent, qui se présenteront en binôme de candidats. Les conseillers départementaux seront élus pour 6 ans au scrutin binominal majoritaire à deux tours, l'accès au second tour nécessitant 10 % des inscrits au 1er tour. En outre la totalité des conseillers départementaux est renouvelée.
Ce nouveau mode de scrutin nécessite un redécoupage des cantons dont le nombre est divisé par deux avec arrondi à l'unité impaire supérieure si ce nombre n'est pas entier impair et avec des conditions de seuils minimaux. Dans la Sarthe le nombre de cantons passe ainsi de 40 à 21.
Les critères du remodelage cantonal sont les suivants : le territoire de chaque canton doit être défini sur des bases essentiellement démographiques, le territoire de chaque canton doit être continu et les communes de moins de 3 500 habitants sont entièrement comprises dans le même canton. Il n’est fait référence, ni aux limites des arrondissements, ni à celles des circonscriptions législatives.
Conformément à de multiples décisions du Conseil constitutionnel depuis 1985 et notamment sa décision no 2010-618 DC du 9 décembre 2010, il est admis que le principe d’égalité des électeurs au regard des critères démographiques est respecté lorsque le ratio conseiller/habitant de la circonscription est compris dans une fourchette de 20 % de part et d'autre du ratio moyen conseiller/habitant du département. Pour le département de la Sarthe, la population de référence est la population légale en vigueur au 1er janvier 2013, à savoir la population millésimée 2010, soit 563 518 habitants. Avec 21 cantons la population moyenne par conseiller départemental est de 26 834 habitants. Ainsi la population de chaque nouveau canton doit-elle être comprise entre 21 467 habitants et 32 201 habitants pour respecter le principe de l'égalité citoyenne au vu des critères démographiques.

## Composition actuelle

### Composition détaillée
| N° | Nom du canton      | Bureau centralisateur | Population (2022) | Nombre de communes entières | Communes composant le canton |
| -- | ------------------ | --------------------- | ----------------- | --------------------------- | --- |
| 1  | Bonnétable         | Bonnétable            | 30 224            | 23                          | Ballon-Saint-Mars, La Bazoge, Beaufay, Bonnétable, Briosne-lès-Sables, Courcebœufs, Courcemont, Courcival, La Guierche, Jauzé, Joué-l'Abbé, Montbizot, Neuville-sur-Sarthe, Nogent-le-Bernard, Rouperroux-le-Coquet, Saint-Georges-du-Rosay, Saint-Jean-d'Assé, Saint-Pavace, Sainte-Jamme-sur-Sarthe, Souillé, Souligné-sous-Ballon, Teillé, Terrehault. |
| 2  | Changé             | Changé                | 29 661            | 8                           | Brette-les-Pins, Challes, Champagné, Changé, Parigné-l'Évêque, Saint-Mars-d'Outillé, Sargé-lès-le-Mans, Yvré-l'Évêque. |
| 3  | Montval-sur-Loir   | Montval-sur-Loir      | 23 207            | 24                          | Beaumont-sur-Dême, Beaumont-Pied-de-Bœuf, Chahaignes, La Chartre-sur-le-Loir, Courdemanche, Dissay-sous-Courcillon, Flée, Le Grand-Lucé, Jupilles, Lavernat, Lhomme, Loir en Vallée, Luceau, Marçon, Montreuil-le-Henri, Montval-sur-Loir, Nogent-sur-Loir, Pruillé-l'Éguillé, Saint-Georges-de-la-Couée, Saint-Pierre-de-Chevillé, Saint-Pierre-du-Lorouër, Saint-Vincent-du-Lorouër, Thoiré-sur-Dinan, Villaines-sous-Lucé. |
| 4  | Écommoy            | Écommoy               | 28 263            | 10                          | Écommoy, Laigné-en-Belin, Marigné-Laillé, Moncé-en-Belin, Mulsanne, Ruaudin, Saint-Biez-en-Belin, Saint-Gervais-en-Belin, Saint-Ouen-en-Belin, Teloché. |
| 5  | La Ferté-Bernard   | La Ferté-Bernard      | 24 571            | 24                          | Avezé, Beillé, Boëssé-le-Sec, La Bosse, Bouër, La Chapelle-du-Bois, La Chapelle-Saint-Rémy, Cherré-Au, Cormes, Dehault, Duneau, La Ferté-Bernard, Le Luart, Préval, Prévelles, Saint-Aubin-des-Coudrais, Saint-Denis-des-Coudrais, Saint-Martin-des-Monts, Sceaux-sur-Huisne, Souvigné-sur-Même, Théligny, Tuffé-Val-de-la-Chéronne, Villaines-la-Gonais, Vouvray-sur-Huisne. |
| 6  | La Flèche          | La Flèche             | 25 124            | 12                          | Arthezé, Bazouges Cré sur Loir, Bousse, La Chapelle-d'Aligné, Clermont-Créans, Courcelles-la-Forêt, Crosmières, La Flèche, Ligron, Mareil-sur-Loir, Thorée-les-Pins, Villaines-sous-Malicorne. |
| 7  | Loué               | Loué                  | 28 457            | 43                          | Amné, Auvers-sous-Montfaucon, Avessé, Bernay-Neuvy-en-Champagne, Brains-sur-Gée, Brûlon, Chantenay-Villedieu, La Chapelle-Saint-Fray, Chassillé, Chemiré-en-Charnie, Chevillé, Conlie, Coulans-sur-Gée, Crannes-en-Champagne, Cures, Degré, Domfront-en-Champagne, Épineu-le-Chevreuil, Fontenay-sur-Vègre, Joué-en-Charnie, Lavardin, Longnes, Loué, Maigné, Mareil-en-Champagne, Mézières-sous-Lavardin, Neuvillalais, Noyen-sur-Sarthe, Pirmil, Poillé-sur-Vègre, La Quinte, Ruillé-en-Champagne, Saint-Christophe-en-Champagne, Saint-Denis-d'Orques, Saint-Ouen-en-Champagne, Saint-Pierre-des-Bois, Saint-Symphorien, Sainte-Sabine-sur-Longève, Tassé, Tassillé, Tennie, Vallon-sur-Gée, Viré-en-Champagne. |
| 8  | Le Lude            | Le Lude               | 27 873            | 22                          | Aubigné-Racan, La Bruère-sur-Loir, Cérans-Foulletourte, La Chapelle-aux-Choux, Château-l'Hermitage, Chenu, Coulongé, La Fontaine-Saint-Martin, Luché-Pringé, Le Lude, Mansigné, Mayet, Oizé, Pontvallain, Requeil, Saint-Germain-d'Arcé, Saint-Jean-de-la-Motte, Sarcé, Savigné-sous-le-Lude, Vaas, Verneil-le-Chétif, Yvré-le-Pôlin. |
| 9  | Mamers             | Mamers                | 26 334            | 44                          | Aillières-Beauvoir, Arçonnay, Les Aulneaux, Avesnes-en-Saosnois, Blèves, Champfleur, Chenay, Commerveil, Congé-sur-Orne, Contilly, Courgains, Dangeul, Louvigny, Louzes, Lucé-sous-Ballon, Mamers, Marollette, Marolles-les-Braults, Les Mées, Meurcé, Mézières-sur-Ponthouin, Moncé-en-Saosnois, Monhoudou, Nauvay, Neufchâtel-en-Saosnois, Nouans, Panon, Peray, Pizieux, René, Saint-Aignan, Saint-Calez-en-Saosnois, Saint-Cosme-en-Vairais, Saint-Longis, Saint-Paterne - Le Chevain, Saint-Pierre-des-Ormes, Saint-Rémy-des-Monts, Saint-Rémy-du-Val, Saint-Vincent-des-Prés, Saosnes, Thoigné, Vezot, Villeneuve-en-Perseigne, Villaines-la-Carelle. |
| 10 | Le Mans-1          | Le Mans               | 23 480            | 1 + fraction du Mans        | 1° La commune suivante : Rouillon. 2° La partie de la commune du Mans située à l'ouest d'une ligne définie par l'axe des voies et limites suivantes : depuis la limite territoriale de la commune de La Chapelle-Saint-Aubin, boulevard du Général-Patton, avenue Henri-Pierre-Klotz, ligne de chemin de fer de Paris-Montparnasse à Brest, rue du Pavé, rue des Mûriers, rue Gambetta, quai de l'Amiral-Lalande, cours principal de la Sarthe depuis l'extrémité de la rue Bourdon, jusqu'à la limite territoriale de la commune d'Allonnes. |
| 11 | Le Mans-2          | Le Mans               | 25 554            | 4 + fraction du Mans        | 1° Les communes suivantes : Aigné, La Chapelle-Saint-Aubin, La Milesse, Saint-Saturnin. 2° La partie de la commune du Mans située au nord d'une ligne définie par l'axe des voies et limites suivantes : depuis la limite territoriale de la commune de La Chapelle-Saint-Aubin, boulevard du Général-Patton, avenue Henri-Pierre-Klotz, ligne de chemin de fer de Paris-Montparnasse à Brest, rue du Pavé, rue des Mûriers, rue Gambetta, pont Gambetta, cours principal de la Sarthe, jusqu'à la limite territoriale de la commune de La Chapelle-Saint-Aubin. |
| 12 | Le Mans-3          | Le Mans               | 30 352            | fraction du Mans            | Partie de la commune du Mans située à l'intérieur d'un périmètre défini par l'axe des voies et limites suivantes : pont Gambetta, cours principal de la Sarthe, ligne droite jusqu'à l'extrémité de l'intersection de la rue Alphonse-Poitevin et de la rue Saint-Pavace, rue Alphonse-Poitevin jusqu'à l'intersection avec la ruelle Sainte-Barbe, rue Henry-Delagenière jusqu'à l'intersection de la ruelle Sainte-Barbe, rue de l'Abbaye-Saint-Vincent, rue de l'Enclos, rue de Bellevue, rue des Maillets, rue des Victimes-du-Nazisme, rue des Pompes, rue de la Rivière, rue Prémartine, rue René-Bardet, rue de l'Eglantine, rue de Cyrus, rue de l'Eventail, rue de la Solitude, chemin de Malpalu, rue Gazonfier, avenue Bollée, boulevard Nicolas-Cugnot, rue de l'Estérel, rue des Pays-Bas, rue de la Bertinière, rue de Mayence, rue de la Mare, avenue Jean-Jaurès, boulevard Emile-Zola, boulevard Robert-Jarry, pont des Tabacs, cours de la Sarthe. |
| 13 | Le Mans-4          | Le Mans               | 29 636            | 1 + fraction du Mans        | 1° La commune suivante : Coulaines. 2° La partie de la commune du Mans située à l'est d'une ligne définie par l'axe des voies et limites suivantes : depuis la limite territoriale de la commune de Coulaines, cours principal de la Sarthe, ligne droite jusqu'à l'extrémité de l'intersection de la rue Alphonse-Poitevin et de la rue Saint-Pavace, rue Alphonse-Poitevin jusqu'à l'intersection avec la ruelle Sainte-Barbe, rue Henry-Delagenière jusqu'à l'intersection de la ruelle Sainte-Barbe, rue de l'Abbaye-Saint-Vincent, rue de l'Enclos, rue de Bellevue, rue des Maillets, rue des Victimes-du-Nazisme, rue des Pompes, rue de la Rivière, rue Prémartine, rue René-Bardet, rue de l'Églantine, rue de Cyrus, rue de l'Éventail, rue de la Solitude, chemin de Malpalu, rue Gazonfier, avenue Bollée, boulevard Nicolas-Cugnot, rue de l'Estérel, rue d'Écosse, rue de Danemark, jusqu'à la limite territoriale de la commune d'Yvré-l'Évêque.      |
| 14 | Le Mans-5          | Le Mans               | 24 874            | fraction du Mans            | Partie de la commune du Mans située au sud et à l'est d'une ligne définie par l'axe des voies et limites suivantes : depuis la limite territoriale de la commune d'Yvré-l'Evêque, rue de Danemark, rue d’Écosse, rue de l'Estérel, rue des Pays-Bas, rue de la Bertinière, rue de Mayence, rue de la Mare, rue Alfred-de-Musset, rue du Ponceau, ligne de chemin de fer, pont de la Foucaudière, boulevard Pierre-Brossolette, boulevard Jean-Moulin, boulevard Georges-Clemenceau, rue Raymond-Persigan, rue Jean-Bart, rue Sonia-Delaunay, rue Claude-Monet, avenue du Docteur-Jean-Mac, route de Parigné, jusqu'à la limite territoriale de la commune de Changé. |
| 15 | Le Mans-6          | Le Mans               | 27 615            | 1 + fraction du Mans        | 1° La commune suivante : Arnage. 2° La partie de la commune du Mans située au sud d'une ligne définie par l'axe des voies et limites suivantes : depuis la limite territoriale de la commune de Changé, route de Parigné, avenue du Docteur-Jean-Mac, rue Claude-Monet, rue Sonia-Delaunay, rue Jean-Bart, rue Raymond-Persigan, boulevard Georges-Clemenceau, boulevard Jean-Moulin, boulevard Pierre-Brossolette, pont de la Foucaudière, rue Denis-Papin, boulevard Jean-Jacques-Rousseau, avenue de Bretagne, ligne de chemin de fer du Mans à Tours, jusqu'à la limite territoriale de la commune d'Arnage. |
| 16 | Le Mans-7          | Le Mans               | 26 712            | 6 + fraction du Mans        | 1° Les communes suivantes : Allonnes, Chaufour-Notre-Dame, Fay, Pruillé-le-Chétif, Saint-Georges-du-Bois, Trangé. 2° La partie de la commune du Mans non incluse dans les cantons du Mans-1, du Mans-2, du Mans-3, du Mans-4, du Mans-5 et du Mans-6. |
| 17 | Sablé-sur-Sarthe   | Sablé-sur-Sarthe      | 27 608            | 16                          | Asnières-sur-Vègre, Auvers-le-Hamon, Avoise, Le Bailleul, Courtillers, Dureil, Juigné-sur-Sarthe, Louailles, Notre-Dame-du-Pé, Parcé-sur-Sarthe, Pincé, Précigné, Sablé-sur-Sarthe, Solesmes, Souvigné-sur-Sarthe, Vion. |
| 18 | Saint-Calais       | Saint-Calais          | 25 951            | 36                          | Berfay, Bessé-sur-Braye, Bouloire, Champrond, La Chapelle-Huon, Cogners, Conflans-sur-Anille, Coudrecieux, Courgenard, Dollon, Écorpain, Gréez-sur-Roc, Lamnay, Lavaré, Maisoncelles, Marolles-lès-Saint-Calais, Melleray, Montaillé, Montmirail, Rahay, Saint-Calais, Saint-Gervais-de-Vic, Saint-Jean-des-Échelles, Saint-Maixent, Saint-Mars-de-Locquenay, Saint-Michel-de-Chavaignes, Saint-Ulphace, Sainte-Cérotte, Semur-en-Vallon, Thorigné-sur-Dué, Tresson, Val d'Étangson, Valennes, Vancé, Vibraye, Volnay. |
| 19 | Savigné-l'Évêque   | Savigné-l'Évêque      | 23 785            | 15                          | Ardenay-sur-Mérize, Le Breil-sur-Mérize, Connerré, Fatines, Lombron, Nuillé-le-Jalais, Montfort-le-Gesnois, Saint-Célerin, Saint-Corneille, Saint-Mars-la-Brière, Savigné-l'Évêque, Sillé-le-Philippe, Soulitré, Surfonds, Torcé-en-Vallée. |
| 20 | Sillé-le-Guillaume | Sillé-le-Guillaume    | 29 809            | 48                          | Ancinnes, Assé-le-Boisne, Assé-le-Riboul, Beaumont-sur-Sarthe, Bérus, Béthon, Bourg-le-Roi, Chérancé, Chérisay, Crissé, Doucelles, Douillet, Fresnay-sur-Sarthe, Fyé, Gesnes-le-Gandelin, Grandchamp, Le Grez, Juillé, Livet-en-Saosnois, Maresché, Moitron-sur-Sarthe, Montreuil-le-Chétif, Mont-Saint-Jean, Moulins-le-Carbonnel, Neuvillette-en-Charnie, Oisseau-le-Petit, Parennes, Pezé-le-Robert, Piacé, Rouessé-Fontaine, Rouessé-Vassé, Rouez, Saint-Aubin-de-Locquenay, Saint-Christophe-du-Jambet, Saint-Georges-le-Gaultier, Saint-Léonard-des-Bois, Saint-Marceau, Saint-Ouen-de-Mimbré, Saint-Paul-le-Gaultier, Saint-Rémy-de-Sillé, Saint-Victeur, Ségrie, Sillé-le-Guillaume, Sougé-le-Ganelon, Thoiré-sous-Contensor, Le Tronchet, Vernie, Vivoin. |
| 21 | La Suze-sur-Sarthe | La Suze-sur-Sarthe    | 27 039            | 15                          | Chemiré-le-Gaudin, Étival-lès-le-Mans, Fercé-sur-Sarthe, Fillé, Guécélard, Louplande, Malicorne-sur-Sarthe, Mézeray, Parigné-le-Pôlin, Roézé-sur-Sarthe, Saint-Jean-du-Bois, Souligné-Flacé, Spay, La Suze-sur-Sarthe, Voivres-lès-le-Mans. |
|    |                    |                       | 566 129           | 376                         | |

### Répartition par arrondissement
Contrairement à l'ancien découpage où chaque canton était inclus à l'intérieur d'un seul arrondissement, le nouveau découpage territorial s'affranchit des limites des arrondissements. Certains cantons peuvent être composés de communes appartenant à des arrondissements différents. Dans le département de la Sarthe, c'est le cas de quatre cantons (Bonnétable, Changé, Loué et Savigné-l'Évêque).
Le tableau suivant présente la répartition par arrondissement :
| N° | Canton             | La Flèche | Mamers | Le Mans              | Total                |
| -- | ------------------ | --------- | ------ | -------------------- | -------------------- |
| 1  | Bonnétable         |           | 8      | 16                   | 24                   |
| 2  | Changé             |           | 1      | 7                    | 8                    |
| 3  | Montval-sur-Loir   | 29        |        |                      | 29                   |
| 4  | Écommoy            |           |        | 10                   | 10                   |
| 5  | La Ferté-Bernard   |           | 26     |                      | 26                   |
| 6  | La Flèche          | 13        |        |                      | 13                   |
| 7  | Loué               | 29        | 15     |                      | 44                   |
| 8  | Le Lude            | 23        |        |                      | 23                   |
| 9  | Mamers             |           | 51     |                      | 51                   |
| 10 | Le Mans-1          |           |        | 1 + fraction du Mans | 1 + fraction du Mans |
| 11 | Le Mans-2          |           |        | 4 + fraction du Mans | 4 + fraction du Mans |
| 12 | Le Mans-3          |           |        | fraction du Mans     | fraction du Mans     |
| 13 | Le Mans-4          |           |        | 1 + fraction du Mans | 1 + fraction du Mans |
| 14 | Le Mans-5          |           |        | fraction du Mans     | fraction du Mans     |
| 15 | Le Mans-6          |           |        | 1 + fraction du Mans | 1 + fraction du Mans |
| 16 | Le Mans-7          |           |        | 6 + fraction du Mans | 6 + fraction du Mans |
| 17 | Sablé-sur-Sarthe   | 16        |        |                      | 16                   |
| 18 | Saint-Calais       |           | 37     |                      | 37                   |
| 19 | Savigné-l'Évêque   |           | 14     | 1                    | 15                   |
| 20 | Sillé-le-Guillaume |           | 50     |                      | 50                   |
| 21 | La Suze-sur-Sarthe | 15        |        |                      | 15                   |
|    |                    | 125       | 202    | 48                   | 376                  |